# Oleiros (Ponte da Barca)
Oleiros é uma povoação portuguesa sede da Freguesia de Oleiros do Município de Ponte da Barca, freguesia com 3,56 km² de área e 447 habitantes (censo de 2021), tendo, por isso, uma densidade populacional de 125,6 hab./km².

## Demografia
A população registada nos censos foi:
| Distribuição da População por Grupos Etários | Distribuição da População por Grupos Etários | Distribuição da População por Grupos Etários | Distribuição da População por Grupos Etários | Distribuição da População por Grupos Etários |
| -------------------------------------------- | -------------------------------------------- | -------------------------------------------- | -------------------------------------------- | -------------------------------------------- |
| Ano                                          | 0-14 Anos                                    | 15-24 Anos                                   | 25-64 Anos                                   | > 65 Anos                                    |
| 2001                                         | 91                                           | 93                                           | 275                                          | 100                                          |
| 2011                                         | 54                                           | 50                                           | 237                                          | 125                                          |
| 2021                                         | 52                                           | 44                                           | 231                                          | 120                                          |

## Historia
A Freguesia de Oleiros dista, a partir da Igreja Paroquial, cerca de 3 Km da Vila de Ponte da Barca, a sede do concelho a que pertence, e ocupa uma área com cerca de 356 ha. Os lugares de Airó, Barreiro, Cesta, Fundo de Oleiros, Lobeira, Lousal, Quintão, Ribeiro, Sernil e Tapada, são os principais desta freguesia que tem por limites: a Norte, o rio Lima, que separa Oleiros da Freguesia de Souto do Concelho de Arcos de Valdevez; a Sul as Freguesias de Nogueira e Castro, a Nascente as Freguesias de Paço Vedro Magalhães e Ponte da Barca, e a Poente a Freguesia de Bravães, Sabe-se que documentos muito antigos, como o inventário dos bens do Mosteiro de Guimarães, de 1059, já mencionavam Oleiros como sua pertença. Historiadores como Pinho Leal, e Augusto Vieira dão-nos a saber que em 12 de Abril 1190, o Abade de Santo Adrião de Oleiros, Onerico Viegas, deu a sua igreja ao Mosteiro de Crasto, tal como o fizeram igualmente os Abades de Sampriz, Nogueira e Bravães.
É uma terra muito fértil, em todos os géneros de agricultura. Sempre produziu gado de excelente qualidade, tendo em tempos, exportado muito dele para Inglaterra.
Em 1757 tinha 67 fogos, e a mitra apresentava o abade que tinha quatrocentos mil réis de rendimento. Pertencia ao Arcebispado e distrito administrativo de Braga.
Com uma tradição centenária no fabrico de Fogos de Artificio,  Oleiros,  encontra nesta actividade  projecção  e promoção da sua identidade.
A igreja paroquial e um cruzeiro, muito bem trabalhado, ladeado por figuras da história cristã, tudo em granito, são ex-libris de Oleiros, que tem no rio Lima, no rio Vade e na Ponte Romana, que o atravessa outras atracções turísticas a somarem-se às lindas vistas panorâmicas. A arte da Pirotecnia tem vindo, também, desde há muitas décadas a projectar Oleiros para o País e o mundo.
Ainda, a respeito da história desta freguesia, vale a pena ter em conta a Ponte Romana sobre o rio Vade, que atende desde a romanização à passagem para a Freguesia de Ponte da Barca, sua vizinha a Nascente, como anteriormente já se referiu. É, também, importante  transcrever o que está no livro Inventário Colectivo dos Registros Paroquiais Vol. 2 Norte Arquivos Nacionais Torre do Tombo “: «A primeira referência conhecida a esta igreja está contida numa doação, feita em 1190, ao mosteiro de Crasto da igreja de "Sancti Adriani de Oleiros".
As Inquirições afonsinas, de 1220 e 1258, referem-se-lhe, sendo nestas últimas mencionada "In collatione Sancti Adriani de Oleiros". Em 1290, nas Inquirições efectuadas no reinado de D. Dinis, aparece já designada como freguesia de "Sant Adraão de Oleyros".
No catálogo das igrejas organizado em 1320, para pagamento de taxa, Oleiros, que fazia parte da Terra da Nóbrega, foi taxada em 80 libras. No registo da cobrança das "colheitas" dos benefícios eclesiásticos do arcebispado de Braga, feita entre 1489 e 1493, D. Jorge da Costa apurou que Santo Adrião de Oleiros rendia 5 libras, sendo 467 réis e 2 pretos, em dinheiro com "morturas" e 101 réis de dízimas de searas.
Em 1528, o Livro dos Benefícios e Comendas atribui-lhe um rendimento de 25 mil réis.
Américo Costa descreve-a como abadia da apresentação da Mitra. Em termos administrativos pertenceu, em 1839, à comarca de Ponte de Lima, em 1852, à de Arcos de Valdevez e, em 1878, à de Ponte da Barca. Em 1927, pelo decreto n° 13917, de 9 de Julho, a comarca de Ponte da Barca foi suprimida, sendo as freguesias do concelho anexadas, para efeitos judiciais, à de Arcos de Valdevez».